# Obiect primar
Un obiect primar este corpul fizic principal al unui sistem cu mai multe obiecte legate gravitațional. Acest obiect constituie cea mai mare parte a masei acelui sistem și va fi, în general, situat în apropierea baricentrului⁠(d) sistemului. 
În Sistemul Solar, Soarele este obiect primar pentru toate obiectele care orbitează steaua. În același mod, obiectul primar al unui satelit (fie că este satelit natural sau artificial) este planeta pe care o orbitează. Termenul primar este adesea folosit pentru a evita să se specifice dacă obiectul din apropierea baricentrului este o planetă, o stea sau orice alt obiect astronomic. În acest sens, cuvântul primar este întotdeauna folosit ca substantiv. 

Mișcarea baricentrului sistemului solar în raport cu Soarele

Centrul de masă este poziția medie a tuturor obiectelor ponderate după masă. Soarele este atât de masiv încât baricentrul sistemului solar se află foarte aproape de centrul Soarelui. Cu toate acestea, giganții gazoși sunt destul de departe de Soare, astfel încât baricentrul sistemului solar poate fi în afara Soarelui,  chiar dacă Soarele cuprinde cea mai mare parte a masei sistemului solar. 
Un exemplu de sistem căruia poate să îi lipsească obiectul primar este Pluton și satelitul lui, Charon. Baricentrul acestor două corpuri este întotdeauna în afara suprafeței lui Pluto. Acest lucru i-a determinat unii astronomi să numească sistemul Pluto-Charon o planetă pitică dublă sau binară, mai degrabă decât o simplă planetă pitică (primară) și satelitul său. În 2006, Uniunea Astronomică Internațională a analizat pe scurt o definiție formală a termenului planetă dublă care ar fi putut include formal Pluto și Charon, dar această definiție nu a fost ratificată. 
Utilizarea substantivului primar pentru a face referire la o planetă extrasolară este dubioasă. Astronomii nu au detectat încă niciun corp (exosatelit⁠(d)) care să orbiteze o exoplanetă. Utilizarea termenului de primar pentru a face referire la gaura neagră supermasivă din centrul majorității galaxiilor nu a apărut în reviste științifice. 